# Dicée à ventre orange
Dicaeum trigonostigma
Espèce
Statut de conservation UICN

 LC  : Préoccupation mineure
Le Dicée à ventre orange (Dicaeum trigonostigma) est une espèce de passereau placée dans la famille des Dicaeidae.

## Description
Le dicée à ventre orange mesure jusqu'à 9 cm. 
Son plumage est bleu et son ventre est orange.
Il mange des fruits, des baies, des graines, du pollen et de minuscules insectes. Il boit du nectar de fleurs.
Il vit seul ou en couple.

## Habitat

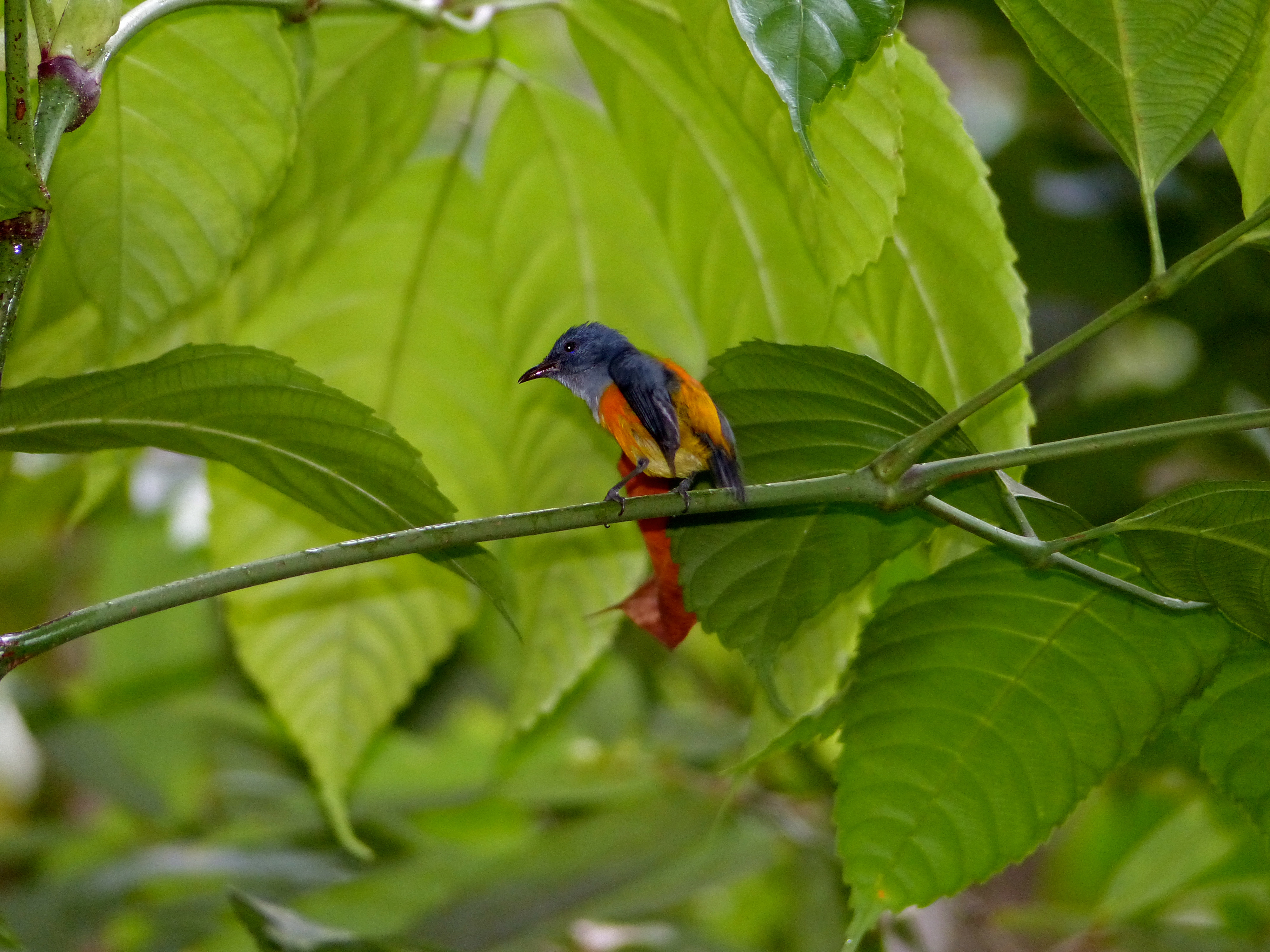
Dicée à ventre orange (Sarawak, Malaisie)

Il habite les forêts humides tropicales et subtropicales sempervirentes et les mangroves mais aussi les clairières et les jardins.
On le rencontre dans le feuillage des arbres à tous les niveaux, mais de préférence en haut de la canopée.

## Répartition et sous-espèces
Selon la classification de référence du Congrès ornithologique international (15.1, 2024) :
- D. t. rubropygium Baker,ECS, 1921 — du sud du Bangladesh à l'isthme de Kra ;
- D. t. trigonostigma (Scopoli, 1786) — péninsule Malaise, Sumatra et îles Karimata ;
- D. t. antioproctum (Scopoli, 1786) — Simeulue ;
- D. t. megastoma Hartert, 1918 — îles Natuna ;
- D. t. flaviclunis Hartert, 1918 — Krakatau, Java et Bali ;
- D. t. dayakanum Chasen & Kloss, 1929 — Bornéo ;
- D. t. xanthopygium Tweeddale, 1877 — Philippines : Luçon et Mindoro ;
- D. t. intermedium Bourns & Worcester, 1894 — Philippines : Romblon
- D. t. cnecolaemum Parkes, 1989 — Philippines : Tablas ;
- D. t. sibuyanicum Bourns & Worcester, 1894 — Philippines : Sibuyan ;
- D. t. dorsale Sharpe, 1876 — Philippines : Visayas occidentales ;
- D. t. besti Steere, 1890 — Philippines : Siquijor ;
- D. t. pallidius Bourns & Worcester, 1894  — Philippines : Cebu ;
- D. t. cinereigulare Tweeddale, 1878 — Philippines : Visayas orientales et Mindoro ;
- D. t. isidroi Rand & Rabor, 1969 — Philippines : Camiguin
- D. t. assimile Bourns & Worcester, 1894 — Philippines : archipel de Sulu (centre)
- D. t. sibutuense Sharpe, 1893 — Philippines : archipel de Sulu (sud-ouest)